# St George’s Buildings

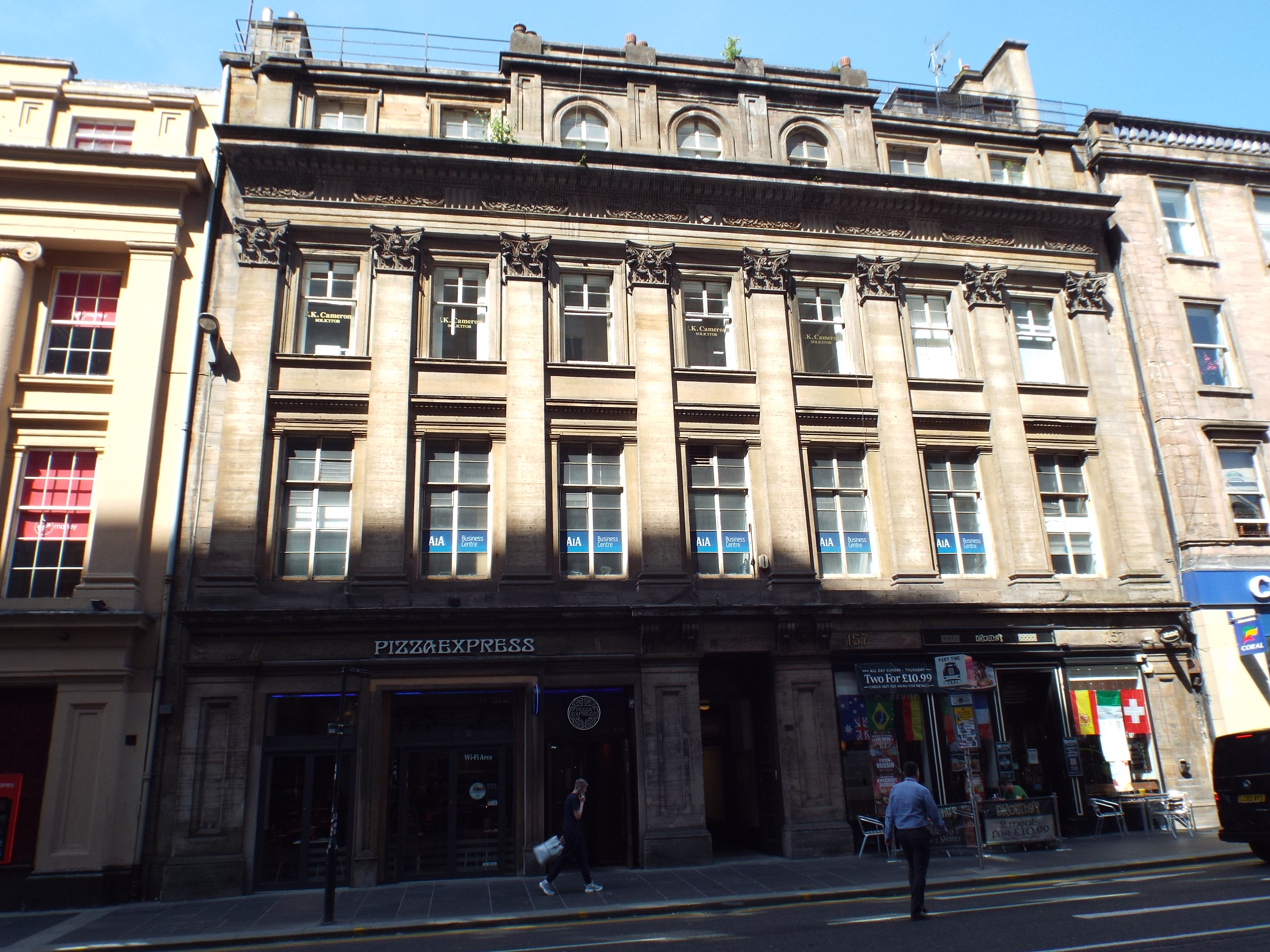
St George’s Building

Die St George’s Buildings sind ein Geschäftsgebäude in der schottischen Stadt Glasgow. 1966 wurde das Bauwerk in die schottischen Denkmallisten in der höchsten Denkmalkategorie A aufgenommen.

## Beschreibung
Im Jahre 1804 wurde am Standort das Royal Theatre erbaut. Nach dessen Zerstörung 1829 veranlasste Archibald MacLellan 1834 den Bau der St George’s Buildings. Für den Entwurf zeichnet der schottische Architekt David Hamilton verantwortlich.
Das dreistöckige Gebäude steht an der Queen Street nahe dem George Square im Zentrum Glasgows. Es ist klassizistisch gestaltet. Seine ostexponierte Frontfassade ist sieben Achsen weit. Weite Pilaster flankieren das mittige angeordnete zweiflüglige Hauptportal. Sie laufen in Konsolen aus, die eine Verdachung mit der Inschrift „St George’s Buildings“ tragen. Während an der linken Schaufensterfront noch ursprüngliche Details erhalten sind, stammt die rechte vollständig aus einer neueren Überarbeitung. Weite Pilaster schließen das Erdgeschoss zu beiden Seiten ab. Oberhalb der Schaufenster zieren ein Fries und ein Gurtgesims die Fassade.
Kolossale korinthische Pilaster mit Akanthuskapitellen trennen die Fenster in den beiden Obergeschossen. Die zwölfteiligen Sprossenfenster im ersten Obergeschoss sind größer dimensioniert als die Fenster im zweiten Obergeschoss. Die Fassade schließt mit einem Fries und einem weit auskragendem Kranzgesimse mit Zahnschnitt. Darüber treten drei Rundbogenfenster des Mansardgeschosses mit Pilastern hervor. Das Gebäude schließt mit einem schiefergedeckten Dach.